# Hippuris lanceolata
Hippuris lanceolata är en grobladsväxtart som beskrevs av Anders Jahan Retzius. Hippuris lanceolata ingår i släktet hästsvansar, och familjen grobladsväxter. Inga underarter finns listade i Catalogue of Life.